# Under 25
Under 25 è una serie di tre antologie curate da Pier Vittorio Tondelli e pubblicate da Il lavoro editoriale (1987) e Transeuropa (1988-1990). Si tratta di un "progetto" letterario e insieme sociologico promosso dallo scrittore di Correggio, che raccoglie testi scritti da giovani sotto i venticinque anni di età. Si inserisce nel filone di scritti postmoderni di letteratura generazionale.

## Storia editoriale

### Il progetto
Il progetto viene lanciato da Tondelli con due articoli, Gli scarti e Scarti alla riscossa, sulla rivista Linus: con il primo articolo Tondelli individua negli "scarti generazionali" (i giovani che, non omologandosi alla massa, risultano avere qualcosa di interessante da raccontare) le persone adatte a scrivere della condizione giovanile; nel secondo articolo fornisce spunti tecnici e stilistici per la stesura dei racconti che andranno a comporre l'antologia. Inizialmente viene concepito dall'editore come una rivista e successivamente viene convertito in una serie di volumi. L'obiettivo dell'iniziativa di Tondelli era quello di «tracciare un identikit del giovane contemporaneo», partendo «dall'osservazione degli scartamenti individuali rispetto alla norma», in un periodo in cui l'editoria non favoriva l'ascesa di giovani scrittori. Tondelli concepisce "Under 25" come «uno strumento di lavoro» e la letteratura come un mezzo e non il fine del progetto: il suo intento è più sociologico (capire come sia veramente la realtà dei giovani contemporanei) che di scouting editoriale e la sua ricerca, «più che un'ipotesi letteraria», è «un'ipotesi di lavoro letterario» e «culturale». In ogni volume Tondelli seleziona i testi e scrive le presentazioni ai racconti, nonché note di riflessione e di verifica sulle evoluzioni del progetto. Tondelli, nei suoi inviti alla scrittura, traccia una "didattica della scrittura", riassumibile in tre punti: «la scrittura come mezzo di espressione del proprio vissuto; la riscrittura come esercizio stilistico; la letteratura quale base per l’arricchimento». Tondelli ha voluto offrire un laboratorio di scrittura come "strumento pop" per sopperire all'assenza di riviste e periodici che prendessero in considerazione le opere di nuovi autori, stando lontano dai tradizionali luoghi istituzionalizzati della letteratura.

### I volumi
Per il primo volume, Giovani blues, edito nel 1986 da Il lavoro editoriale, Tondelli seleziona undici autori tra oltre quattrocento dattiloscritti, privilegiando testi "autentici" più che "letterari".
L'anno successivo esce Belli & perversi per Transeuropa (che nel frattempo si era distaccata da Il lavoro editoriale per incentrarsi sulla giovane narrativa italiana).
Nel 1990, in ritardo di due anni rispetto alle intenzioni originarie, completa il progetto Papergang, sempre per Transeuropa.
Dal 2005 Costa & Nolan ottiene i diritti d'autore per le riedizioni dei primi tre volumi, privi però dei testi di introduzione e commento di Tondelli. L'anno successivo pubblica Terzo millennio, una quarta antologia di scrittori esordienti pensata come ideale prosecuzione dell'iniziativa tondelliana; questa è a cura del Caffè versato, un caffè letterario milanese nato nel 2003 sotto il coordinamento di Giuseppe Langella, professore di Lettere all'Università Cattolica del Sacro Cuore di Milano e formato da giovani studenti universitari.

## Autori
Giovani blues
- Alessandra Buschi
- Andrea Canobbio
- Claudio Camarca
- Rory Cappelli
- Giuliana Caso
- Vittorio Cozzolino
- Andrea Lassandari
- Roberto Pezzuto
- Gabriele Romagnoli
- Paola Sansone
- Giancarlo Viscovich

Belli & perversi
- Giuseppe Borgia
- Romolo Bugaro
- Andrea Demarchi
- Andrea Mancinelli
- Renato Menegat
- Francesco Silbano
- Tonino Sennis

Papergang
- Silvia Ballestra
- Alessandro Comoglio
- Guido Conti
- Giuseppe Culicchia
- Angeliki Riganatou
- Frediano Tavano
- Raffaella Venarucci
- Andrea Zanardo

## Critica
Il progetto Under 25 è stato accolto dalla critica in modo positivo riguardo all'intento di Tondelli di condurre un'indagine sociologica sul mondo giovanile, mentre vennero meno apprezzati i risultati letterari. Sono stati sollevati dubbi, soprattutto da parte di critici e autori delle generazioni precedenti, in merito alla concezione della letteratura: le accuse sono state rivolte alla "superficialità" e "faciloneria" dei giovani autori e degli stessi intenti di Tondelli, nonché al negativo rapporto tra giovani e mass media (in primis il cinema), che avrebbero influenzato la scrittura degli autori provocando una «sovrabbondanza di immagini»; inoltre, la comune intesa della letteratura come momento d’evasione, soprattutto negli anni Ottanta segnati da una volontà di ripartire dopo gli anni di piombo, è stata tacciata di individualismo e scarsa partecipazione ideologica, oltre che di svilimento del panorama letterario contemporaneo da parte della nuova "moda" editoriale di dare spazio ai nuovi scrittori.

## Edizioni
- Pier Vittorio Tondelli (a cura di), Giovani blues. Under 25, Ancona, Il lavoro editoriale, 1986, ISBN 88-7663-074-0.
  -  Pier Vittorio Tondelli (a cura di), Giovani blues. Under 25, Ancona, Transeuropa, 1986, ISBN 88-7828-024-0.
  -  Pier Vittorio Tondelli (a cura di), Giovani blues. Under 25, Milano, Mondadori, 1991, ISBN 88-04-35037-7.
  -  Pier Vittorio Tondelli (a cura di), Giovani blues, Milano, Costa & Nolan, 2005,  p. 192, ISBN 978-88-74-37008-5.
- Pier Vittorio Tondelli (a cura di), Belli & perversi. Under 25 secondo. Dieci racconti inediti, Ancona, Transeuropa, 1987, ISBN 88-7828-002-X.
  -  Pier Vittorio Tondelli (a cura di), Belli & perversi. Under 25 II°, Milano, Mondadori, 1992, ISBN 88-04-35872-6.
  -  Pier Vittorio Tondelli (a cura di), Belli & perversi, Milano, Costa & Nolan, 2006, ISBN 88-7437-038-5.
- Pier Vittorio Tondelli (a cura di), Papergang. (Under 25 III), Ancona, Transeuropa, 1990, ISBN 88-7828-045-3.
  -  Pier Vittorio Tondelli (a cura di), Papergang. Under 25 III°, Milano, Mondadori, 1992, ISBN 88-04-36641-9.
  -  Pier Vittorio Tondelli (a cura di), Papergang, Milano, Costa & Nolan, 2007, ISBN 978-88-7437-061-0.